# Elezioni presidenziali in Malawi del 2020
Le elezioni presidenziali in Malawi del 2020 si sono tenute il 23 giugno.

## Contesto
Alle elezioni generali del 2019, il presidente in carica Peter Mutharika, esponente del Partito Progressista Democratico (DPP), era stato rieletto con il 39% dei voti, sconfiggendo Lazarus Chakwera del Partito del Congresso del Malawi (35%) e Saulos Chilima del Movimento Unito della Trasformazione (20%). Il DPP aveva inoltre ottenuto la maggioranza relativa dei voti e dei seggi.
L'esito elettorale era stato contestato da Chakwera e da Chilima, tanto che, nel febbraio 2020, la Corte costituzionale aveva annullato le elezioni presidenziali in ragione delle diverse irregolarità riscontrate, dispondendo nuove elezioni entro 150 giorni.
Il 24 febbraio l'Assemblea nazionale ha approvato la legge di modifica della legge elettorale presidenziale e parlamentare (PPEA), stabilendo il 19 maggio come data delle nuove elezioni presidenziali e prolungando di un anno i termini dei parlamentari e dei consiglieri locali per consentire le elezioni presidenziali, parlamentari e locali nel 2025. A marzo la commissione elettorale del Malawi ha annunciato una nuova data elettorale, il 2 luglio, un giorno prima del limite dei 150 giorni fissato dalla Corte per lo svolgimento delle elezioni.
A seguito della sentenza della Corte costituzionale, inoltre, il presidente sarà eletto mediante sistema a doppio turno, in luogo del previgente meccanismo a turno unico.
Nell'agosto 2021, la Corte Costituzionale esamina un ricorso presentato dal Partito Democratico Progressista di Peter Mutharika. Chiede la cancellazione delle elezioni presidenziali del 2020 perché a quattro dei suoi rappresentanti è stato vietato di sedere nella commissione elettorale.

## Risultati
La consultazione elettorale ha visto la vittoria al primo turno col 59% dei voti il candidato dell'opposizione Lazarus Chakwera, il quale aveva scelto come proprio candidato alla vicepresidenza Saulos Chilima. 